# Фондако-деи-Тедески
Фондако-деи-Тедески (итал. Fondaco dei Tedeschi — немецкое подворье) — дворец в Венеции, расположен на Гранд-канале, в квартале Риальто. Здание имеет большой внутренний двор.

## История
Здание было построено в 1228 году как подворье для проживания немецких (Tedeschi) торговцев и хранения их товаров. 
С 1318 года здание стало главной международной торговой площадкой для экспорта немецкой металлургии, в которую вкладывались деньги венецианских банкиров, что позволило внедрить революционные методы добычи металлов на большой глубине, благодаря технологиям откачки воды из шахт, а также осуществить амбициозный проект очистки золота и серебра от примесей с целью улучшения качества венецианских денег и усиления привлекательности финансовых институтов Венеции после экономического кризиса в Европе, вызванного Великим голодом. Подворье являлось конечной точкой маршрута, связывающего Венецию с Аугсбургом, Нюрнбергом, Прагой и Веной через перевал Бреннер. Сюда прибывало немецкое серебро для венецианского Гроссо — серебряной монеты, ставшей международным стандартом и валютой XIV века.
Дворец был разрушен во время пожара 1505 года и перестроен в 1505—1508 годах по проекту немецкого архитектора, известного лишь по итальянизированному имени Джироламо. Фасад восстановленного дворца украшали фрески Джорджоне и Тициана (не сохранились). В росписи интерьера принимали участие Веронезе, Тициан и Тинторетто (сохранились отдельные фрески и фрагменты, хранятся в разных музеях Венеции).
В 1603—1604 годах здесь жил Иван Болотников. Попав в плен к татарам, он был продан в рабство туркам, где ему пришлось быть гребцом на галере. Болотникова освободили немецкие корабли, захватившие турецкий корабль на море. Он был привезён в Венецию, прожил год на немецком торговом подворье в Фондако-деи-Тедески и выучил немецкий язык. Впоследствии в его повстанческом войске служили немцы, проживавшие тогда в России.
В XIX веке в здании размещалось Управление финансов, затем дворцом владела Почта Италии. 
В 2008 году здание купила за 53 млн евро группа Benetton. После реконструкции, выполненной под руководством голландского архитектора Рема Колхаса, в 2016 году в здании Фондако-деи-Тедески открылся торговый центр.

## Галерея

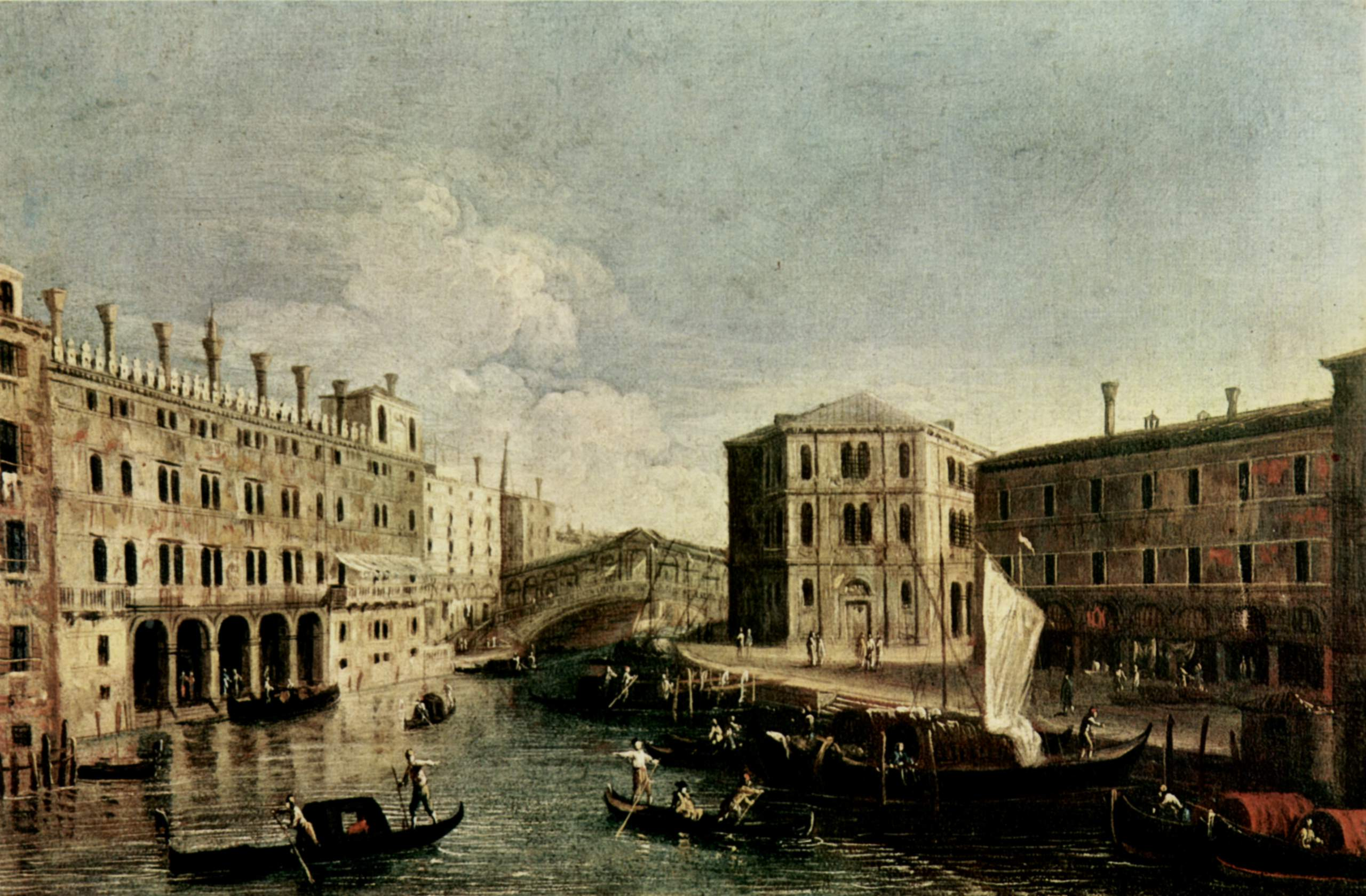
Фондако-деи-Тедески (слева от канала) на картине Каналетто. 1730-е
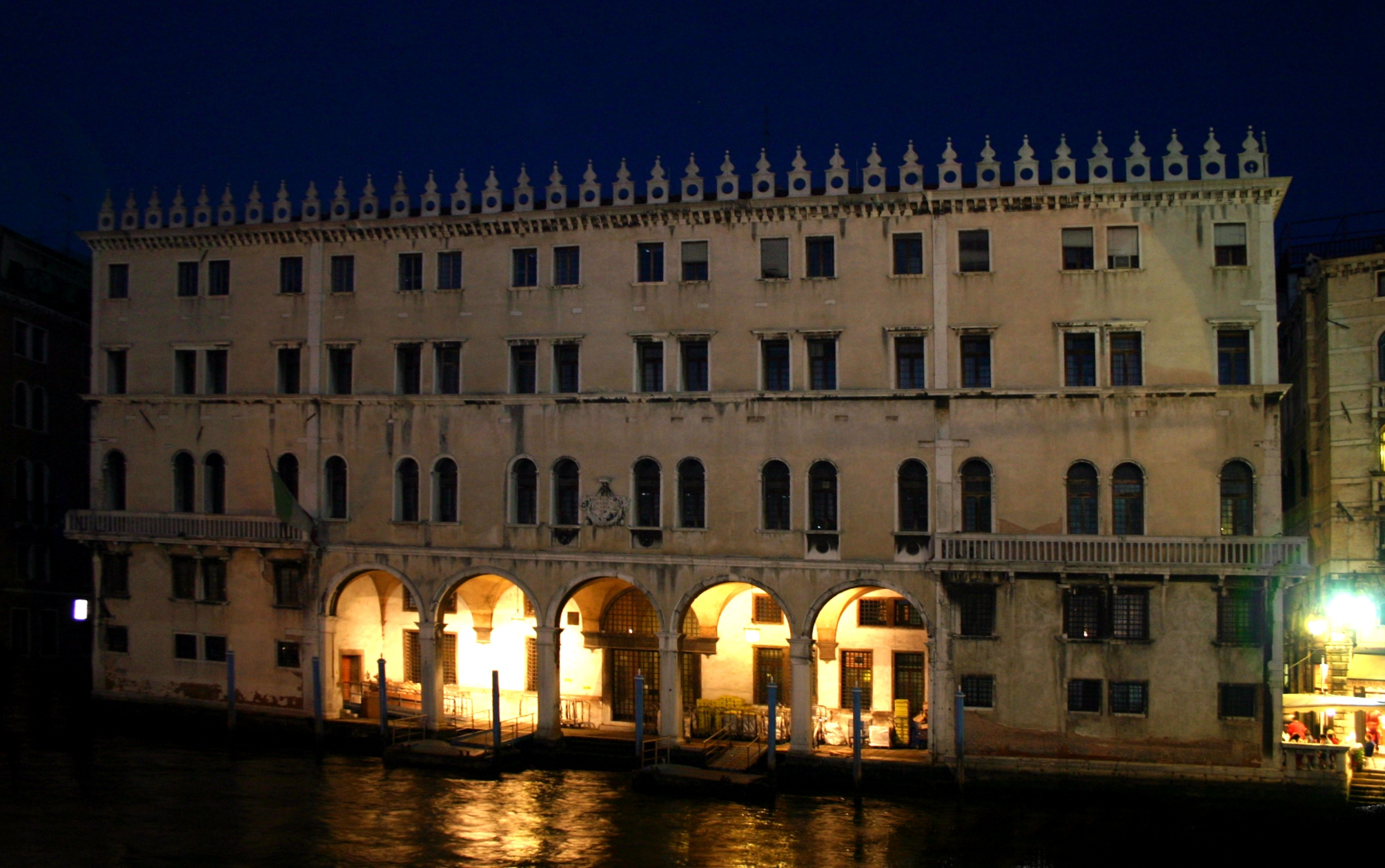
Фасад здания ночью. Фотография 2007 г.
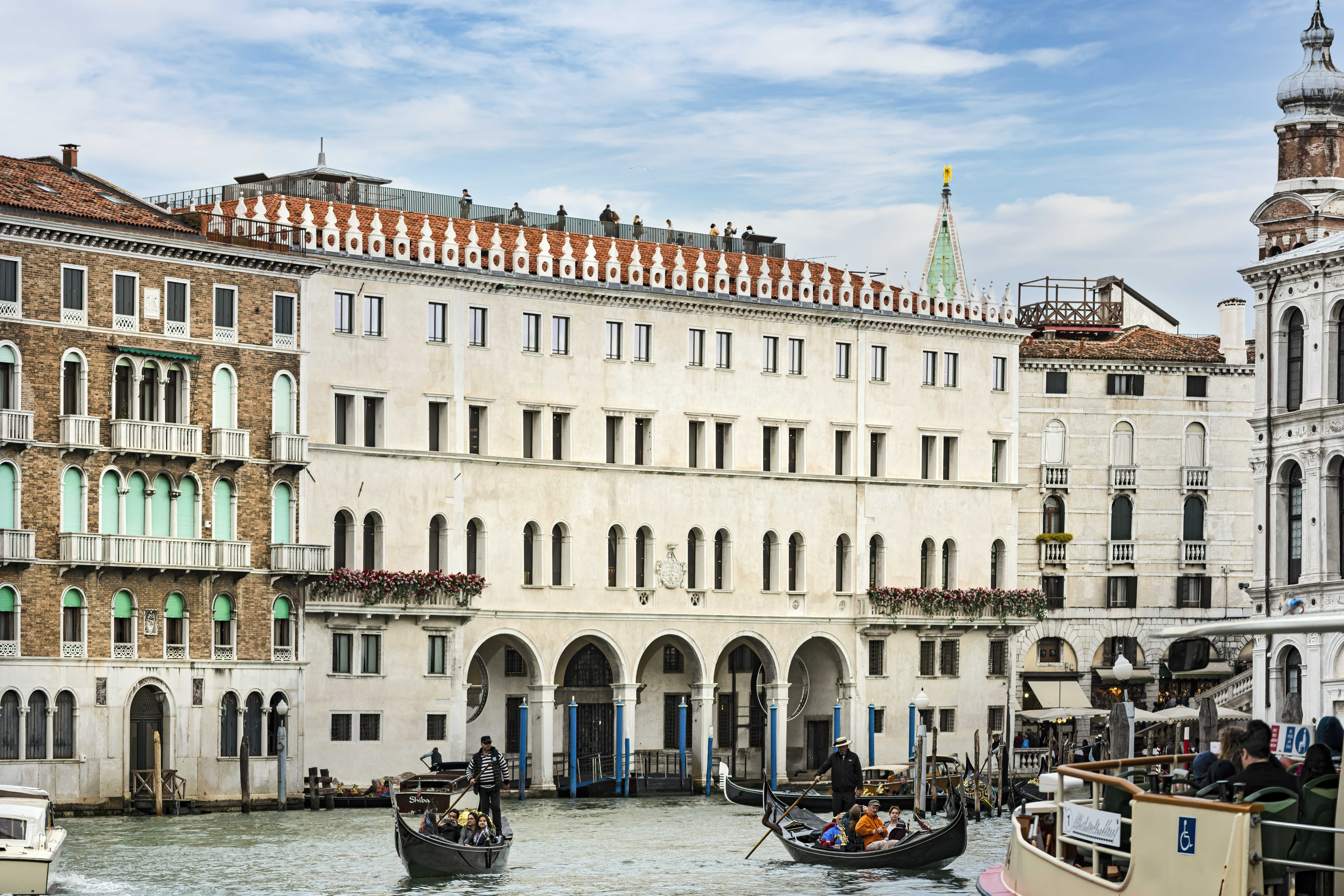
Новый фасад и панорамная крыша
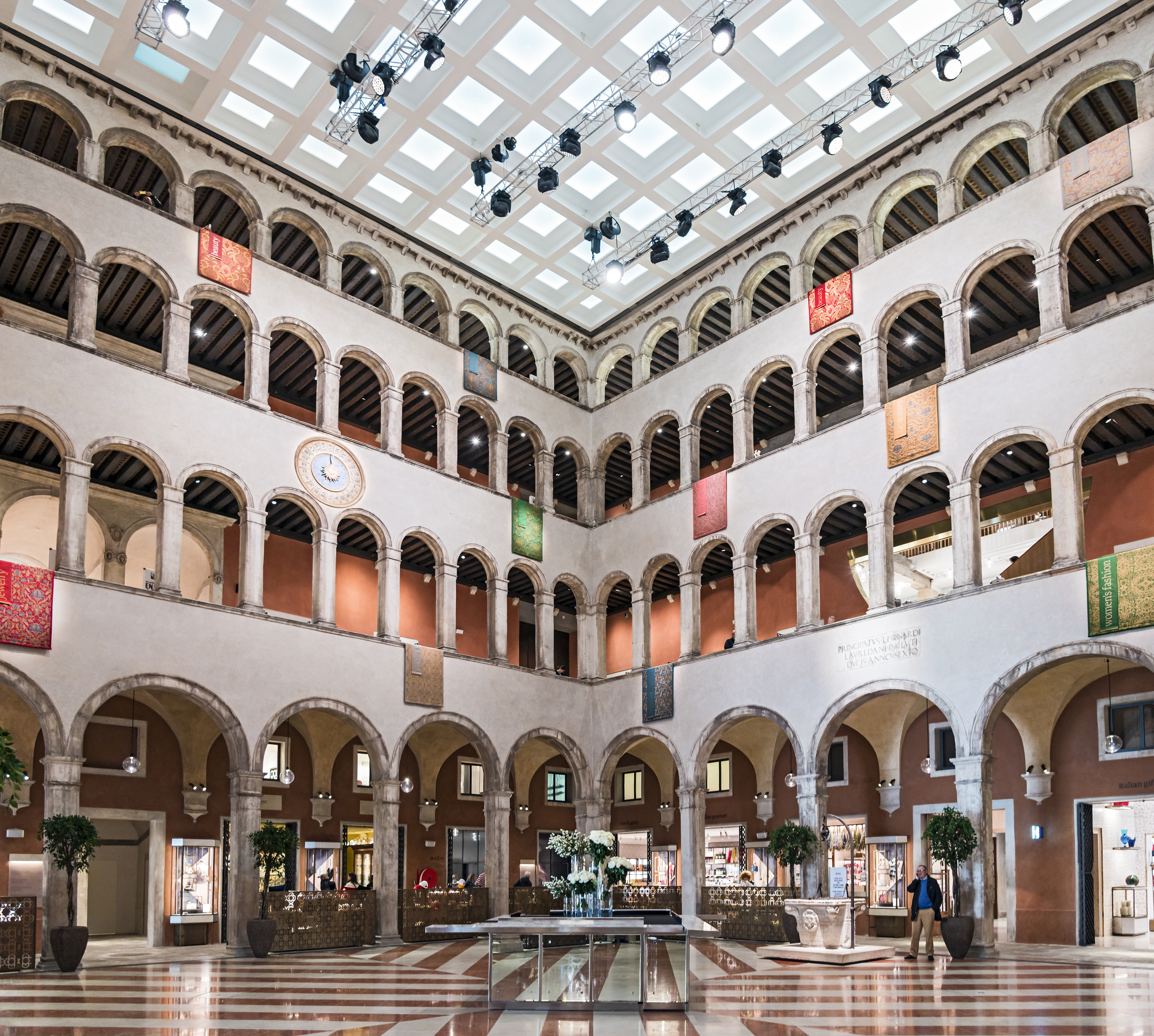
Внутренний двор. Нноябрь 2016 г.